# 4. HNL – Jug A 2007./08.
Četvrta hrvatska nogometna liga – Jug, podskupina A 2007./08.
| Poredak | Klub                 | Utakmica | Pobjeda | Neodlučeno | Poraza | Postigli golova | Primili golova | Gol-razlika | Bodova | Sljedeća sezona                       |
| ------- | -------------------- | -------- | ------- | ---------- | ------ | --------------- | -------------- | ----------- | ------ | ------------------------------------- |
| 1.      | RNK Split            | 30       | 21      | 4          | 5      | 87              | 25             | +62         | 67     | 3. HNL – Jug 2008./09.                |
| 2.      | NK OSK Otok          | 30       | 16      | 7          | 7      | 63              | 36             | +27         | 55     | 4. HNL – Jug A 2008./09.              |
| 3.      | HNK Slaven Gruda     | 30       | 14      | 3          | 13     | 56              | 55             | +1          | 45     | 4. HNL – Jug A 2008./09.              |
| 4.      | NK Postira-Sardi     | 30       | 12      | 5          | 13     | 60              | 51             | +9          | 41     | 4. HNL – Jug A 2008./09.              |
| 5.      | NK Urania Baška Voda | 30       | 10      | 9          | 11     | 37              | 37             | 0           | 39     | 4. HNL – Jug A 2008./09.              |
| 6.      | NK Vinjani           | 30       | 11      | 5          | 14     | 53              | 63             | -10         | 38     | 4. HNL – Jug A 2008./09.              |
| 7.      | NK Orkan Dugi Rat    | 30       | 11      | 5          | 14     | 36              | 52             | -16         | 38     | 4. HNL – Jug A 2008./09.              |
| 8.      | NK Glavice           | 30       | 11      | 5          | 14     | 46              | 72             | -26         | 38     | 4. HNL – Jug A 2008./09.              |
| 9.      | NK Croatia Zmijavci  | 30       | 10      | 7          | 13     | 53              | 60             | -7          | 37     | 4. HNL – Jug A 2008./09.              |
| 10.     | NK Mladost Proložac  | 30       | 11      | 2          | 17     | 37              | 61             | -24         | 35     | 4. HNL – Jug A 2008./09.              |
| 11.     | NK Jadran Tučepi     | 30       | 9       | 6          | 15     | 39              | 55             | -16         | 33     | 1. ŽNL Splitsko-dalmatinska 2008./09. |

NK Split je ušao u 3. HNL – Jug, a iz lige je ispao NK Jadran Tučepi. 